# Masonic Temple (Detroit)

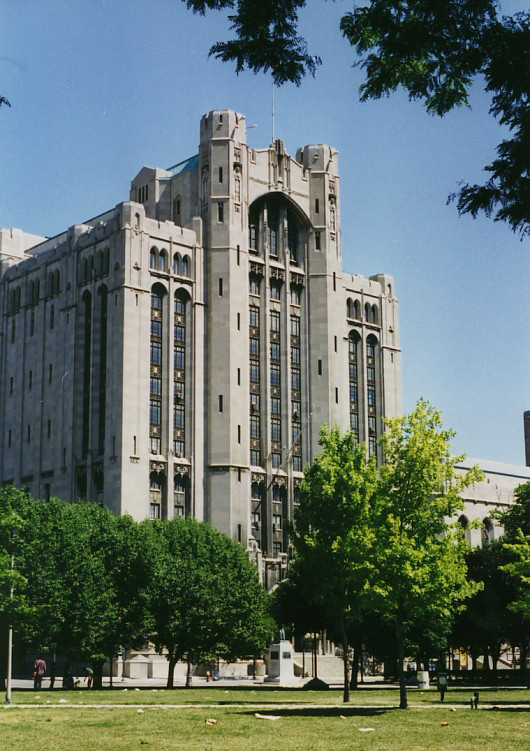
Detroit Masonic Temple

Der Freimaurertempel von Detroit ist ein Veranstaltungs- und Ritualgebäude der Freimaurer in der Innenstadt von Detroit, Michigan. (Adresse: 500, Temple Street) Er gilt als größtes freimaurerisches Bauwerk der Welt.
Der von Architekt George Mason im Stil des Historismus geplante und 1920 bis 1926 errichtete Komplex besteht aus mehreren Hauptteilen. An einem Ende liegt ein 14-stöckiges 64 m hohes Hochhaus im neugotischen Stil, in dem die Freimaurerlogen der Region tagen, am anderen Ende eine zehnstöckige Moschee der Shriners und dazwischen mehrere große Säle: eine 1586 Personen fassende Kathedrale des Schottischen Freimaurerritus, ein Theater mit 4404 Sitzen und mehrere große Ball- und Mehrzwecksäle.
Der Masonic Temple von Detroit wurde 1980 ins National Register of Historic Places eingetragen.